# Religioni in Tagikistan
La religione più diffusa in Tagikistan è l'islam. Secondo una stima del 2010 del Pew Research Center, i musulmani sono il 96,7% della popolazione e sono in maggioranza sunniti; il cristianesimo è seguito dall'1,6% della popolazione, mentre l'1,7% della popolazione segue altre religioni o non segue alcuna religione. Una stima del 2020 dell'Association of Religion Data Archives (ARDA) dà i musulmani al 97,4% circa della popolazione e i cristiani allo 0,7% circa della popolazione; lo 0,2% circa della popolazione segue altre religioni e l'1,7% circa della popolazione non segue alcuna religione.

## Religioni presenti

### Islam
La maggioranza dei musulmani tagiki è sunnita e segue la corrente hanafita; sono presenti anche piccole minoranze di sciiti (fra cui gli ismailiti) e di seguaci del sufismo.

### Altre religioni
In Tagikistan sono presenti gruppi di seguaci del buddhismo, del bahaismo, dell’ebraismo, dell’induismo e dello zoroastrismo. Una piccola parte della popolazione segue ancora religioni etniche basate sullo sciamanesimo.